# Ligne d'horizon (collection)
Pour le concept géométrique, voir Ligne d'horizon.
Ligne d'horizon est une collection de l'éditeur belge Casterman spécialisée dans la publication d'albums sur le thème de l'aventure, du grand large, etc.

## Séries publiées
- L’Auberge du bout du monde, de Patrick Prugne et Tiburce Oger
  - La Fille sur la falaise
  - Des pas sur le sable
  - Les Remords de l'aube
- H.M.S. - His Majesty's Ship, de Johannes Roussel et Roger Seiter
  - Les Naufragés de la Miranda
  - Capturez la Danaë
  - La Morsure du serpent
  - Le Secret de la perle
  - Les Pirates
  - Le Sang de Caroline
- Helldorado, de Ignacio Noé, Miroslav Dragan et Jean-David Morvan
  - Santa Maladria
  - Esperar la muerte
  - Todos Enfermos !
- Lautremer, de Yves Leclercq et Stéphane Heurteau
  - La Société Socrate
  - L'Héritage
- Noirhomme, d'Antoine Maurel et Hamo
  - Ouverture
  - Sacrifices
- Pirates, de Philippe Bonifay et Jacques Terpant
  - Un autre monde
  - Bonne espérance
  - Les Naufrageurs
  - Paloma
  - Jusqu'au bout des rêves
- Le Seigneur des couteaux, de Fabien Rondet et Henscher
- Tombelaine, de Bernard Capo et Gilles Chaillet
  - De sueur et de sang
  - Le Réveil du dragon
  - Le Masque du bouddha
  - Trahison
- La Vache, de Johan De Moor
- Wild River, de  Roger Seiter et Vincent Wagner
  - Le Raid
  - La Captive